# No Pads, No Helmets… Just Balls
No Pads, No Helmets… Just Balls — дебютный альбом канадской рок-группы Simple Plan, вышедший 15 ноября 2002 года.

## Различные версии альбома
No Pads, No Helmets… Just Balls был выпущен с отличающимися друг от друга песнями для прослушивания по всему миру. Ниже указаны несколько иных версий альбома и то, как они отличаются от вышеуказанного списка песен. Вышеуказанный список песен был распространен в США в расширенном издании, который включал в себя особый контент, увидеть который было возможно после вставки компакт-диска в дисковод.
- Малайзийская версия альбома не содержит песни «Grow Up» и спрятанной песни «My Christmas List».
- В версии альбома для Великобритании не содержится спрятанной песни «My Christmas List», тем не менее, концертный кавер «American Jesus» включал в себя четырнадцать песен, и два видео группы — «I’d Do Anything» и «I’m Just a Kid».
- В Японии, сначала было выпущено ограниченное издание CD + DVD. Вместо тринадцатой песни «Grow Up» была другая — «One by One». Видео «I’m Just a Kid», «I’d Do Anything», и «Addicted» Можно было найти на DVD.
- В Канадской версии не было спрятанной песни «Grow Up».
- В Австралийской версии альбома содержалась песня «Grow Up», а также «One by One» четырнадцатым треком, но на ней не было спрятанной песни «My Christmas List».

Альбом в Малайзии вышел с цензурированной версией обложки. На лицевой стороне была фотография участников группы, которая во всем мире была расположена на задней стороне.

## Список композиций
| №   | Название                                                        | Длительность |
| --- | --------------------------------------------------------------- | ------------ |
| 1.  | «I'd Do Anything» (feat. Mark Hoppus из Blink-182)              | 3:17         |
| 2.  | «The Worst Day Ever»                                            | 3:27         |
| 3.  | «You Don't Mean Anything» (feat. Joel Madden из Good Charlotte) | 2:28         |
| 4.  | «I'm Just a Kid»                                                | 3:18         |
| 5.  | «When I'm With You»                                             | 2:37         |
| 6.  | «Meet You There»                                                | 4:14         |
| 7.  | «Addicted»                                                      | 3:52         |
| 8.  | «My Alien»                                                      | 3:08         |
| 9.  | «God Must Hate Me»                                              | 2:44         |
| 10. | «I Won't Be There»                                              | 3:09         |
| 11. | «One Day»                                                       | 3:15         |
| 12. | «Perfect»                                                       | 4:37         |

| №   | Название                                                                              | Длительность |
| --- | ------------------------------------------------------------------------------------- | ------------ |
| 13. | «One By One» (Бонус-трек в Австралии, Англии и Японии.)                               | 3:25         |
| 14. | «Grow Up» (Included on all releases/iTunes Bonus Track.)                              | 2:32         |
| 15. | «My Christmas List» (Hidden track after Grow Up in the US/Europe.)                    | 3:57         |
| 16. | «American Jesus (Live Cover Version)» (Hidden track in Europe/UK. Enhanced CD track.) | 4:00         |